# Personenbezogene Informationssysteme
Personenbezogene Informationssysteme sind Informationssysteme, die personenbezogene Daten enthalten. 
Im Bereich der Wirtschaft dient ein Personalinformationssystem der Erfassung, Speicherung, Verarbeitung, Pflege, Analyse, Benutzung, Verbreitung, Disposition, Übertragung und Anzeige von Informationen, die die Personalverwaltung betreffen.
Zur Erfüllung seiner gesetzlichen Aufgaben betreibt das Bundeskriminalamt  (BKA) aufgrund § 13 BKAG das Informationssystem INPOL, in dem am 1. Oktober 2020 in der Personenfahndungsdatei 276.926 Ausschreibungen zur Festnahme und 413.904 Ausschreibungen zur Aufenthaltsermittlung registriert waren.
Im Gegensatz zu raumbezogenen Infosystemen (GIS, LIS), die meist mit zwei- bis dreidimensionalen Koordinaten arbeiten, sind auf natürliche Personen bezogene Systeme mehrdimensional. Wichtige Merkmale sind:
- Zu- und Vorname
- Alter, Geschlecht
- Beruf, Schulbildung, Grundbesitz
- Familienstand, eventuell Gesundheitsdaten
- Adresse, Telefon, Arbeitsplatz (Übergang zu GIS und LIS)
- weitere Details persönlich (Größe, Augen- und Haarfarbe …)
- weitere Details wirtschaftlich (Kundeneigenschaften, Mitgliedschaften)